# Sui He
Sui He est un mannequin chinois né le 23 septembre 1989 à Wenzhou, également actrice.

## Biographie

### Jeunesse
Sui He naît en 1989 à Wenzhou dans la province de Zhejiang, en Chine. Élève studieuse, elle pratique la natation pendant son enfance.
En 2009, alors qu'elle est âgée de dix-sept ans et encore lycéenne, elle remporte le concours des « Étoiles du Mannequinat Chinois », l'un des trois concours de beauté les plus importants en Chine. Elle commence alors à travailler dans le mannequinat, obtenant quelques contrats locaux.

### Carrière
Karl Lagerfeld présente la collection printemps-été 2008 de sa marque Fendi sur la Grande Muraille de Chine. Sui He participe à ce défilé, ce qui marque le début de sa carrière internationale. Elle signe alors avec l'agence de mannequins New York Model Management et décide de s'installer à New York où elle prend part à la Fashion Week lors de la saison automne-hiver 2011. Elle y ouvre le défilé de Ralph Lauren, ce qui est une première pour un mannequin asiatique,. Elle fait aussi la couverture du magazine W, photographiée par Max Vadukul (en) pour un projet imaginé par l'artiste Ai Weiwei.
Depuis 2011, elle défile tous les ans pour la marque de lingerie Victoria's Secret. Elle est le deuxième mannequin asiatique à prendre part à ce Victoria's Secret Fashion Show, après Liu Wen.
En 2013, elle est le premier mannequin asiatique à devenir l'égérie de Shiseido. C'est Dick Page, le directeur artistique de la marque de cosmétiques japonaise, qui la choisit en personne, séduit par sa personnalité. Elle fait la même année la publicité de la marque de voitures Mercedes-Benz, dirigée par Carine Roitfeld,.
Sui fut l’un des jurys de l’émission « Top Model China » en 2013.

## Filmographie
- 2014 : Temporary Family (en) de Cheuk Wan-chi (en) : Yang Lian
- 2015 : You Are My Sunshine (en) de Bin Huang et Wenjun Yang : Xiao Xiao
- 2017 : Jiao Zhu Chuan de Yang Lein